# Pietro Mazzucchelli
Pietro Mazzucchelli est un religieux, érudit, philologue et bibliographe italien, préfet de la bibliothèque Ambrosienne, né à Milan le 22 juillet 1762, et mort dans la même ville le 8 mai 1829 .

## Biographie
Il appartient à une famille originaire de Gallarate mais son grand-père s'était installé à Milan. Il est neuvième d'une famille de onze enfants de Antonio Maria Gaetano et Anna Guenzati. 
On connaît peu de choses de ses premières études et comment il est entré dans la vie ecclésiastique. Il fait ses études au collège de Saint-Alexandre, dirigé par les Barnabites. Il passe ensuite un doctorat de théologie à l'Université de Brera. En 1785 il a été admis comme élève de la bibliothèque Ambrosienne, et devient secrétaire de Jean-Baptiste Branca, docteur du collège ambrosien. Il a été ordonné prêtre le 23 septembre 1786 à la fin de ses études au séminaire. En 1787, le préfet Baldassarre Oltrocchi l'a proposé pour un poste de rédacteur en langues orientales, anglais, français et allemand. Il a donc à cette date de bonnes connaissances.
Sa biographie se trouvant à la bibliothèque Ambrosienne ne mentionne rien pour les dix années suivantes, mais on peut supposer qu'il a approfondi ses connaissances en langues et étudié les manuscrits qui y étaient disponibles. Des notes qu'il a rédigé en portent témoignage.

## Œuvre
Au début du XIXe siècle de nombreuses congrégations ont été fermées, entraînant la mise sur le marché d'une quantité importante de livres et de manuscrits. Mazzucchelli a pu en profiter pour acquérir des ouvrages qui étaient absents des collections de la bibliothèque. La fermeture de la bibliothèque de Saint-Ambroise après le départ des cisterciens, en mars 1799, lui a permis de faire rentrer dans la bibliothèque des livres antiques rares et précieux. Il a pu en établir le catalogues, faire des notes, les annoter et les commenter.
La collection de Giorgio Teodoro Trivulzio (1728-1802) a été divisée entre ses deux fils, Gerolamo et Gian Giacomo Trivulzio. Gian Giacomo IV Trivulzio  (1774-1831) lui a demandé de prendre soin de la bibliothèque et du musée de la famille. En 1816, il a réparti les biens entre Gian Giacomo et Cristina héritière de son père Gerolamo depuis 1812. La bibliothèque a été divisée en deux lots égaux de 724 manuscrits chacun. Son étude de la collection Trivulzio a été à l'origine de ses deux publications :
- La bolla di Maria moglie d’Onorio imperatore che si conserva nel museo Trivulzio brevemente spiegata, 1819,
- Flavii Cresconii Corippi Iohannidos seu De bellis Libycis libri VII, en 1820, codex poétique du VIe siècle.

qui ont permis d'augmenter les connaissances sur certains événements militaires en Afrique à l'époque de Justinien.
Dans l'organisation de la bibliothèque Ambrosienne, Pietro Mazzucchelli était passé de rédacteur à garde de la bibliothèque en 1804, puis nommé docteur de la bibliothèque en 1810, propréfet en 1816, enfin préfet, après le décès de Pietro Cighera en 1823, jusqu'à sa mort en 1829.
Il a souvent participé à des travaux faits par des confrères en leur communiquant des textes annotés (lettres du Tasse et d'Annibal Caro).
Ses héritiers ont cédé à la bibliothèque Ambrosienne les parchemins et manuscrits qu'il possédait. Sa collection personnelle de près de 2 000 livres a été vendue à Paris en janvier 1846.